# Piccolo Giro di Lombardia 2018
Il Piccolo Giro di Lombardia 2018, novantesima edizione della corsa e valida come evento dell'UCI Europe Tour 2018 categoria 1.2U, si svolse il 7 ottobre 2018 su un percorso di 174,7 km con partenza ed arrivo da Oggiono. Fu vinto dall'australiano Robert Stannard, al traguardo con il tempo di 4h03'40" alla media di 43,02 km/h, davanti all'italiano Andrea Bagioli e terzo il francese Clément Champoussin.
Accreditati alla partenza 168 ciclisti, dei quali 161 presero il via e soltanto 81 completarono la gara.

## Squadre partecipanti
| N.    | Cod. | Squadra                         |
| ----- | ---- | ------------------------------- |
| 1-6   |      | Team Palazzago                  |
| 7-11  | TIR  | Tirol Cycling Team              |
| 12-16 | MBE  | Mitchelton-BikeExchange         |
| 17-22 |      | Team Colpack                    |
| 23-28 |      | Petroli Firenze-Maserati-Hopplà |
| 29-34 |      | Chambéry Cyclisme Formation     |
| 35-40 |      | Zalf-Euromobil-Désirée-Fior     |
| 41-46 |      | Lotto-Soudal U23                |
| 47-52 | DDC  | Dimension Data for Qhubeka      |
| 53-57 |      | General Store-Bottoli-Zardini   |
| 58-63 |      | IAM Excelsior                   |
| 64-69 | AAS  | Ago-Aqua Service                |
| 70-74 |      | Iseo Serrature-Rime-Carnovali   |
| 75-80 |      | V.C. Mendrisio-PL Valli         |
| 81-86 |      | Biesse Carrera Gavardo          |
| 87-92 |      | C.C. Étupes                     |

| N.      | Cod. | Squadra                           |
| ------- | ---- | --------------------------------- |
| 93-96   |      | Viris L&L-Sisal Matchpoint        |
| 98-104  |      | EFC-L&R-Vulsteke                  |
| 105-110 | UXT  | Uno-X Norwegian Dev. Team         |
| 111-116 |      | Lokosphinx Elite                  |
| 117-122 |      | WP Groot Amsterdam                |
| 123-127 |      | Namedsport-Rocket                 |
| 128-132 |      | U.C. Monaco                       |
| 133-137 |      | Futura Team-Rosini                |
| 138-143 |      | VL Technics-Experza-Abutriek      |
| 144-147 |      | VPM Porto Sant Elpidio            |
| 148-153 | DCR  | Delta Cycling Rotterdam           |
| 154-159 | ZAP  | Zappi Racing Team                 |
| 160-163 | AKR  | Akros-Renfer SA                   |
| 164-168 |      | Maltinti Lampadari-Banca di Camb. |
| 169-172 |      | S.C. Valle Seriana-Cene           |
| 173-176 |      | Fly Cycling Team                  |

## Ordine d'arrivo (Top 10)
| Pos. | Corridore           | Squadra    | Tempo    |
| ---- | ------------------- | ---------- | -------- |
| 1    | Robert Stannard     | Mitchelton | 4h03'40" |
| 2    | Andrea Bagioli      | Colpack    | s.t.     |
| 3    | Clément Champoussin | Chambéry   | s.t.     |
| 4    | Nicolas Prodhomme   | Chambéry   | s.t.     |
| 5    | Mauri Vansevenant   | EFC-L&R    | s.t.     |
| 6    | Andrea Cacciotti    | Petroli F. | s.t.     |
| 7    | Simone Zandomeneghi | Iseo Serr. | s.t.     |
| 8    | Stefan de Bod       | Dim. Data  | s.t.     |
| 9    | Gordian Banzer      | Akros      | s.t.     |
| 10   | Tobias Foss         | Uno-X      | a 1'16"  |